# クーパー伯爵
クーパー伯爵（英: Earl Cowper）は、かつて存在したイギリスの伯爵位。
第3代準男爵ウィリアム・クーパーが1718年にグレートブリテン貴族として叙されたが、1905年に廃絶した。伯爵家は神聖ローマ帝国貴族も兼ねており、紋章中に『双頭の鷲』を加えることも認められていた。

## 歴史

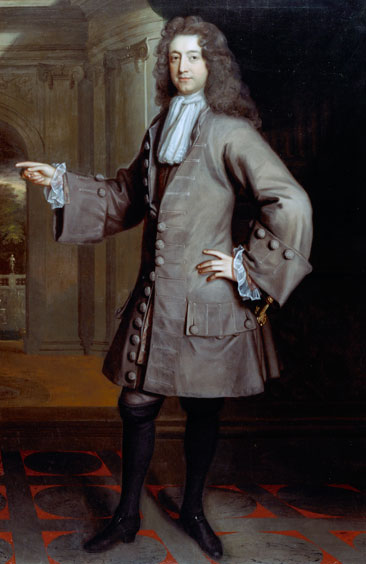
初代伯ウィリアム・クーパー

双頭の鷲。伯爵家は特別にこの意匠を紋章に加えても良いとされた。

クーパー家の祖ウィリアム・クーパー(1582-1664)は1642年にイングランド準男爵位の(ケント州ラトリング・コートの)準男爵(Baronet, of Ratling Court in the County of Kent)に叙された。
その孫の3代準男爵ウィリアム(1665–1723)はハートフォード選挙区選出の庶民院議員を務めたのち、ホイッグ党の有力な政治家として国璽尚書やグレートブリテン王国初代大法官といった顕職を歴任した。
彼は父から準男爵位を承継した翌月の1706年12月14日にイングランド貴族としてケント州ウィンガムのクーパー男爵(Baron Cowper of Wingham in the County of Kent)に叙された。ウィリアムは1718年3月20日にグレートブリテン貴族としてクーパー伯爵(Earl Cowper)に昇叙するとともに、併せてケント州におけるフォーディッチ子爵(Viscount Fordwich, in the County of Kent)を授けられている。この2つのグレートブリテン爵位には初代伯の弟スペンサー(1670-1728)の男系子孫にも相続を認める特別継承権が付与されていた。
その息子である2代伯ウィリアム(1709-1764)は1762年に母の兄弟が死去すると、母方の姓である「クレイヴァーリング(Clavering)」をその姓に付け加えた。 彼ののちは、一人息子のヘンリーが爵位を相続した。 
3代伯ヘンリー(1738-1789)は母がオラニエ=ナッサウ家出身であった縁から、1778年1月31日に神聖ローマ帝国貴族としてナッソー・ドーヴァーカーク侯爵(Prince of Nassau d'Auverquerque)に叙された。1785年には英国王ジョージ3世より勅許を得て、一族はこの爵位を英国で名乗ることができた。このためイングランド貴族としては珍しく、紋章中に『双頭の鷲』を配することが特別に許されていた。  

3代伯の子である4代伯ジョージ(1776-1799)が若くして男子なく死去したため、一連の爵位は彼の弟ピーター(5代伯)及びその男系子孫へと継承された。 
6代伯ジョージ(1806-1856)はホイッグ党の政治家で外務政務次官やケント州統監を務めた。彼が1856年に死去すると、長男のフランシスが爵位を相続した。 
7代伯フランシス(1834-1905)は自由党の有力な政治家で、儀仗衛士隊隊長(兼貴族院与党院内幹事)、枢密顧問官及びアイルランド総督といった要職を務めた。彼は母方のバトラー家がかつて保持したバトラー男爵及びディンゴール卿の爵位を回復したほか、1871年には母から古いイングランド貴族爵位のルーカス男爵を承継した。 
しかしフランシスには男子がなかったため、クーパー伯爵を含む3つのイギリス爵位と神聖ローマ帝国爵位のナッソー・ドーヴァーカーク侯爵位は廃絶した。 
一方で、バトラー男爵位は彼の姉妹間で優劣がつかなかったため停止状態(Abeyant)となったほか、ディンゴール卿位とルーカス男爵位に関しては1907年に遠縁のオベロン・ハーバートへの継承が確定した。

## 一覧

### ラトリング・コートのクーパー準男爵（1642年）

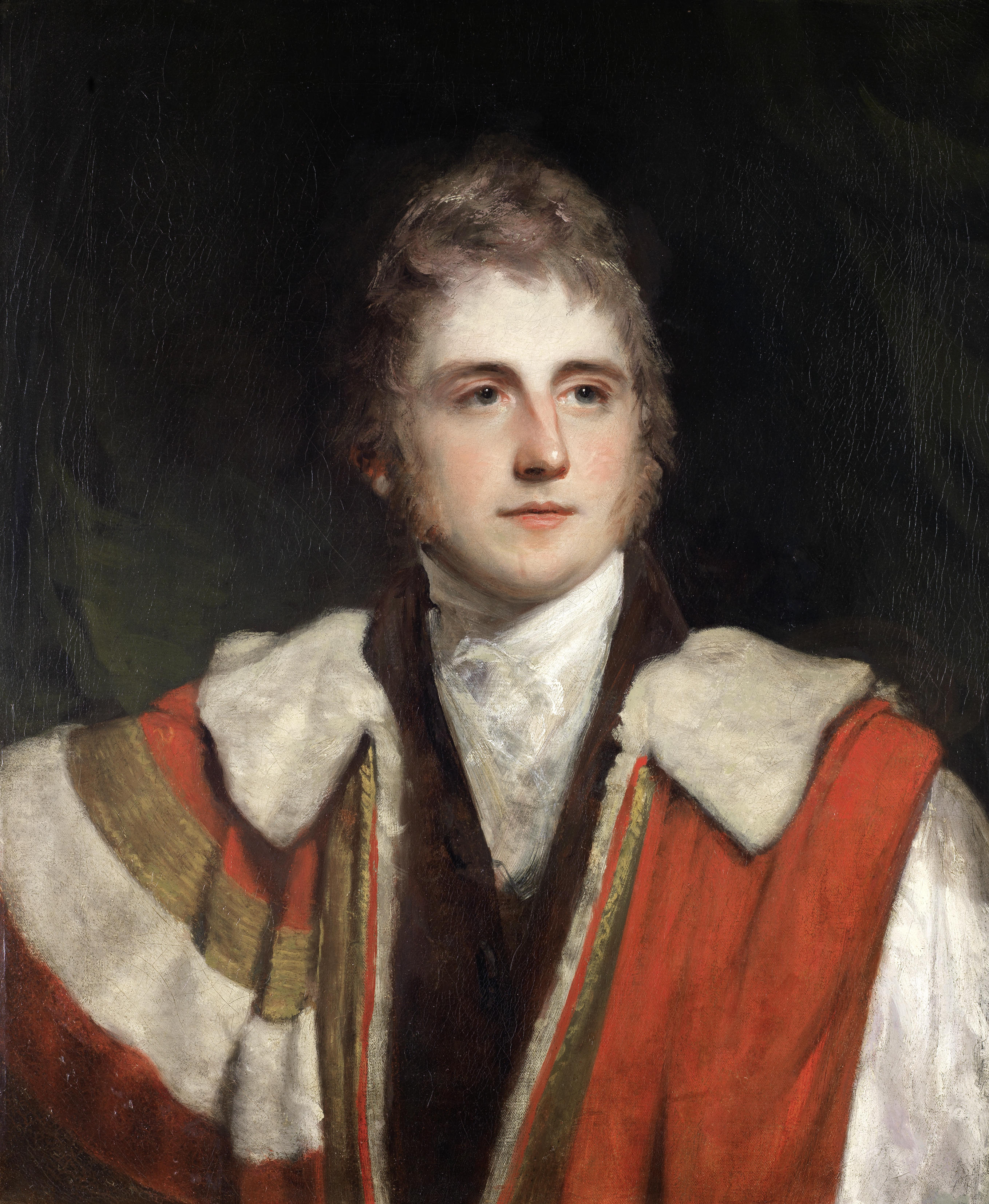
5代伯ピーター・クーパー

- 初代準男爵サー・ウィリアム・クーパー（1582-1664）
- 第2代準男爵サー・ウィリアム・クーパー（1639–1706）
- 第3代準男爵サー・ウィリアム・クーパー（英語版）（1665–1723）（1706年にクーパー男爵 、1718年にクーパー伯爵位叙爵）

### クーパー伯爵（1718年）
- 初代クーパー伯爵ウィリアム・クーパー（英語版）（1665–1723）
- 第2代クーパー伯爵ウィリアム・クレイヴァーリング=クーパー （1709–1764）
- 第3代クーパー伯爵ジョージ・ナッソー・クレイヴァーリング＝クーパー（英語版） （1738–1789）
- 第4代クーパー伯爵ジョージ・オーガスタス・クレイヴァーリング＝クーパー（1776–1799）
- 第5代クーパー伯爵ピーター・レオポルド・ルイ・フランシス・ナッソー・クレイヴァーリング=クーパー
- 第6代クーパー伯爵ジョージ・オーガスタス・フレデリック・クーパー（英語版）（1806–1856）
- 第7代クーパー伯爵フランシス・トマス・ド・グレイ・クーパー （1834–1905）(1905年クーパー伯爵位廃絶)

### 註釈
1. ↑  ナッサウ家出身の初代グランサム伯爵ヘンリー・ド・ナッソー・ドーヴァーカーク（英語版）の娘だった。
2. ↑  紋章中に双頭の鷲を加えたイングランド貴族のほかの事例には、マールバラ公爵家、ウォーダーのアランデル男爵家（英語版）が挙げられる[8]。両者ともにクーパー伯爵家と同様、神聖ローマ帝国貴族を兼ねる。